# Fischölkonzentrat
Fischölkonzentrate sind Produkte, die aus Fischöl gewonnen und auf eine hohe Konzentration von Omega-3-Fettsäuren, insbesondere Eicosapentaensäure (EPA) und Docosahexaensäure (DHA), standardisiert werden. Sie dienen als Nahrungsergänzungsmittel.

## Herstellung und Formen
Die Herstellung von Fischölkonzentraten erfolgt durch spezifische Verfahren, bei denen die Omega-3-Fettsäuren aus dem Rohfischöl extrahiert und gereinigt werden. Dabei gibt es zwei wesentliche Methoden, die zur Triglyceridform oder zur Ethylesterform führen. 
Das Rohfischöl liegt in der Regel in natürlicher Triglyceridform vor, das heißt, die Fettsäuren sind an ein Glycerolmolekül gebunden. Um die Omega-3-Fettsäuren zu konzentrieren, werden die Fettsäuren zunächst von Glycerol abgespalten (Hydrolyse) und in einem weiteren Schritt gereinigt und erneut mit Glycerol verestert. Dies führt zu einer hochkonzentrierten Triglycerid-Form, die der natürlichen Struktur entspricht.
Eine alternative Methode verwendet Ethanol anstelle von Glycerol zur Veresterung der freien Fettsäuren. Dabei entstehen Ethylester, eine synthetische Form der Omega-3-Fettsäuren, die in der Natur nicht vorkommt. Diese Herstellungsmethode ist kostengünstiger und ermöglicht ebenfalls eine Konzentration der Fettsäuren, führt jedoch zu einem Produkt mit einer anderen chemischen Struktur.

## Einfluss der Struktur auf die Bioverfügbarkeit
Ethylester, wie sie in Omega-3-Säurenethylester vorliegen, werden ebenfalls vom Körper abgebaut, jedoch langsamer und weniger effizient als Triglyceride. Sie benötigen spezielle Enzyme für ihre Hydrolyse, was zu einer verringerten Aufnahme im Darm führt. Studien haben gezeigt, dass die Bioverfügbarkeit von EPA und DHA in Ethylester-Form im Vergleich zu Triglyceriden deutlich niedriger ist.